# Singles Club
Singles Club — мини-альбом американской рок-группы Paramore, выпущенный через год после ухода братьев Фарро из группы. Все четыре песни были выпущены отдельно. Песня Monster выпущена ранее в качестве сингла. Последней песней, вышедшей с этого мини-альбома, стала In The Mourning, демоверсию которой Хейли и Тэйлор записали ещё в январе 2011 года.
Singles Club вышел на физическом носителе (LP) в ограниченном количестве. Каждая песня записана на отдельной пластинке.

## Список композиций
| №  | Название           | Длительность |
| -- | ------------------ | ------------ |
| 1. | «Renegade»         | 3:28         |
| 2. | «Hello Cold World» | 3:21         |
| 3. | «In The Mourning»  | 3:06         |
| 4. | «Monster»          | 3:20         |